# 能美房次
能美 房次（のうみ ふさつぐ）は、戦国時代の武将。大内氏家臣。

## 生涯
天文22年（1553年）3月20日、大内氏重臣・陶晴賢が能美加賀守に対し、縫殿允賢俊という人物の割分地没収および、房次の次男万菊丸への譲与について了承する旨を伝えている。

### 防芸引分と能美衆
天文23年（1554年）5月、毛利氏が大内氏に叛旗を翻し、一挙に佐東金山、己斐、草津、桜尾の諸城および厳島を占領した（防芸引分）。「能美衆」は一旦毛利氏に従ったものの、7月、人質を見殺しににして大内方に立った。このため9月頃、毛利方の小早川氏や阿曾沼氏らの水軍が能美島への攻撃を繰り返している。
天文24年（1555年）10月の厳島合戦後も、房次は大内方に留まっていた。弘治2年（1556年）10月21日、能美万菊に対し、大内義長が父世次（房次）の跡目を安堵している。この時すでに、世次（房次）は死去していたと考えられる。